# 루스키 미르 재단
루스키 미르 재단(러시아어: Фонд "Русский мир")는 2007년에 설립된 러시아의 비영리 단체로, 러시아 정부에 의해 설립된 공적인 국제 문화 교류 기관이며 각국의 러시아어 보급과 러시아와 외국 간 교육·문화 교류를 목적으로 하고 있다. 모스크바에 본부가 있다.
러시아어와 러시아의 문화를 전 세계적으로 홍보하고 "루스키 미르(러시아적 세계)를 형성하기 위한 글로벌 프로젝트"를 목표로 하는 러시아 정부의 후원 조직으로 설립되었다. 또한 서방권의 문화와 전통에 도전하는 가치를 증진하기 위해 러시아 정교회와도 협력 관계를 맺고 있다. 이 재단은 영국 문화원, 독일 문화원과 같은 유사한 문화 진흥 기관을 모델로 했다.
일부 관찰자들은 루스키 미르 재단을 러시아의 국가적인 소프트 파워를 투사하기 위한 도구로 묘사했다. 또한 2022년부터 시작된 러시아의 우크라이나 침공 이후에는 러시아의 민족주의, 제국주의, 전체주의와 연관되어 왔다는 평가를 받았다. 이 때문에 유럽 연합은 2022년 7월에 루스키 미르 재단을 러시아의 우크라이나 침공과 관련된 제재 대상 조직에 추가시켰다.